# Robert Nolan
Robert Nolan est un acteur canadien anglophone (région de Toronto), actif notamment dans le milieu de la websérie.

Il est principalement connu pour incarner Steven LeMay, un des rôles principaux de la websérie LGBT, Out With Dad maintes fois récompensée ,,,.

## Filmographie
Cinéma
- 1991 - Tiger Claws : Roberts
- 2009 - The Red Pearl : ?
- 2010 - Severance : Tom Braddock
- 2011 - Lucky 7 : Brian
- 2011 - Searching for Angels : Docteur (Doctor)
- 2011 - Night Express
- 2012 - Skeleton Lake  : Logan
- 2012 - Sick : Mckay Jacobs
- 2012 - The Prospector's Curse : Le Prospecteur
- 2013 - Antisocial : Prêtre (Priest)
- 2013 - Mourning Has Broken : Le Mari (Husband)
- 2013 - Silent Retreat : Docteur (Doctor)
- 2014 - Tension(s) : Karl Fisher
- 2014 - Berkshire County :  Glen Harrison
- 2014 - Late Night Double Feature :  Clown de Nuit (Night Clown)
- 2015 - Canswer : Cillian

Courts métrages
| - 2006 - The Universal Hanging Together of all Things : Deusecks - 2006 - Nothing Shocks Anyone Anymore : Parieur (Gambler) - 2007 - The Restore : Le Politicien (The Politician) - 2007 - Please Stand By... : PSA Host - 2007 - Scalped : Ned - 2007 - The Good Son : Agent Davidson - 2007 - Lost Little Girl : Le Suspect (The Suspect ) - 2008 - Title Match : Dr Campbell - 2008 - Rescue : Patron (Boss) - 2008 - Kill Your Television : Docteur (Doctor) - 2008 - Hard Time : Mr. Tick - 2008 - Coldplay: Lost? : Garde Imperial Français n°1 - 2008 - Scent of Rosemary : Lawrence - 2009 - Homeless Yoga : Alan - 2009 - MK Ultra : Narrateur (Narrator) - 2009 - Chop Chop... You're Dead : Bandit (Thug ) - 2009 - The Seventh Shadow : Le Gangster (The Mobster) - 2009 - Reverie Three : Hanley Wortzik - 2009 - This Movie Sucks : Jeremy Buckingham - 2009 - The Man Machine : Gerhard - 2009 - God's Acre : Père (Father) - 2009 - Babykiller : Modérateur du débat (Debate Host ) - 2010 - Worm : Geoffrey Dodd - 2010 - Lavender Fields : Homme (Man) | - 2010 - Crossword Dreaming : Détective - 2010 - Water Babies : Philip - 2010 - Restaurant Etiquette : Brick Tomly - 2010 - Machiavelli's The Prince : Mr. Harvey - 2010 - Janus : Mark - Businessman - 2010 - Eyes Beyond : Henry Rogers - 2011 - A Date with Fear : David - 2011 - Call of Duty: Find Makarov : Soldat 3 (Soldier 3) - 2011 - Stealin' Home : Officier Finley (Officer Finley ) - 2011 - Call of Duty: Operation Kingfish : Pilote d'hélicoptère - voix - 2011 - Daddy's Little Girl : Michael - 2011 - The Devil Walks Among You : L'homme grand (The Tall Man) - 2011 - Teach'er : Professeur (Professor) - 2011 - Symbiosis : Roy - 2011 - Stereography Experiment No.1 : Dominic - 2011 - Roachfar : Mr. Smith - 2012 - Familiar : John Dodd - 2012 - Eviction : Père Grimes (Father Grimes) - 2012 - The Rising Cost of Medicine : Docteur (Doctor) - 2013 - Killing Love : Conducteur (Driver) - 2013 - Dead All Night : Officier #1 (Officer #1) - 2014 - The Resurrections of Clarence Neveldine : Dr Elliott Fleming - 2014 - Playground Rules : Warren Gabriel |

Film d'animation
- 2009 - Archon Defender : Alan / Soldats d'Echelon / Garde d'Echelon

Téléfilms
- 2010 - Red: Werewolf Hunter : Homme du Moyen Âge (Middle Age Man)
- 2012 - The Real Inglorious Bastards : Walter Guettner / Narrateur (voix)

Séries télévisées
- 2007 - Zero Hour : Don McCormack (Épisode S3E04)
- 2007 - Life or Death : Dr ND #1 (Épisode 2 "Brain Attack")
- 2009 - Psychic Investigators : Laborentin (Lab Technician, Épisode S3E13)
- 2010 - Outlaw Bikers : Hilmaire Sousmire (Épisode 9 "Fallen Angels")
- 2010 - Breakout : John Moriarty (Épisode S1E01)
- 2011-2012 - Paranormal Witness : Électricien (Épisode S1E04) & Rob Graves (Épisode S2E09)
- 2012 - Motives & Murders: Cracking the Case : Gordon Rondeau (Épisode S1E09)
- 2013 - Breakout : Rondell Reed (Épisode S2E07)
- 2013 - Surviving Evil : Michael Holsapple  (Épisode S2E02)

Webséries
- 2011-présent - Out With Dad : Steven LeMay (Version doublée retransmise sur France 4 - V.F. : Bernard Lanneau)[5]
- 2011 - Dominion: The Web Series : Trevor
- 2012-2013 - Out of Time : Dr Harold Osborn
- 2013 - Gay Nerds : Rendez-vous mystère (Mystery Date, Épisode S1E04)
- 2013-2014 - Improbabilia : Dr Snowdon
- 2013-2014 - Pete Winning and the Pirates : Remy
- 2015 - Haphead  : Patron (Boss)

## Nominations et distinctions
Il a obtenu les nominations et reçu les distinctions suivantes  :

### 2012
LA Web Series Festival 2012 (prix multiples dans la même catégorie)
- Awards = Casting Remarquable dans un Drame (Outstanding Ensemble Cast in a Drama) ) pour " Out with Dad" :
  - Kate Conway, Will Conlon, Lindsey Middleton, Corey Lof, Laura Jabalee, Darryl Dinn, Jacob Ahearn, Wendy Glazier, Robert Nolan.

Academy of WebTelevision Awards
- Nomination :- Meilleur Casting (Best Ensemble Performance) pour " Out with Dad"

### 2014
5è Indie Soap Awards (2014) (un seul gagnant dans la même catégorie)
- Nominations [6] : Meilleur Second Rôle masculin (Best Supporting Actor, Drama)  pour " Out with Dad"

FilmQuest Film Festival, US
- Nomination : Meilleur Acteur (Best Actor) pour " Familiar " (2012)

Queens World Film Festival
- Award :  Meilleur Acteur dans un film (Best Actor in a Feature Film) pour Mourning Has Broken (2013)